# Protokół lizboński
Protokół lizboński – umowa międzynarodowa podpisana 23 maja 1992 roku w Lizbonie przez postsowieckie republiki, na terytoriach których znalazła się broń jądrowa. Spisany został w językach miarodajnych angielskim, białoruskim, kazachskim, rosyjskim i ukraińskim.

## Treść
Na mocy jego postanowień Białoruś, Kazachstan i Ukraina stały się stronami układu START I z 1991 oraz zadeklarowały przyłączenie się do Układu o nierozprzestrzenianiu broni jądrowej z 1968 i pozbycie się swoich arsenałów jądrowych. Tym samym jedynym sukcesorem postsowieckiej broni atomowej stała się Federacja Rosyjska. Na początku lat 90. kwestia przekazania broni stała się przyczyną sporów pomiędzy Rosją i Ukrainą – strona ukraińska dążyła bowiem do uzyskania odszkodowań za przekazany arsenał.